# Vaida Giraitytė
Vaida Giraitytė (* 1983 in Skaisčiūnai bei Kapsukas, Sowjetunion) ist eine litauische Politikerin.

## Leben
Nach dem Abitur 2001 am Sūduva-Gymnasium Marijampolė absolvierte sie von 2001 bis 2004 das Berufsbachelor-Studium des Managements am Kolleg Marijampolė, 2008 das Studium an der Vilniaus universitetas in der litauischen Hauptstadt Vilnius und 2012 das Studium der Verwaltung an der Kauno technologijos universitetas in Kaunas.
Ab 2007 war Giraitytė Ratsmitglied der Gemeinde Marijampolė. Von 2013 bis 2015 war sie Beraterin am Sozialministerium Litauens. Seit 2020 ist sie Mitglied im Seimas.
Giraitytė ist Mitglied der Darbo partija.
Sie ist ledig.